# رابیز (سبک موسیقی)
رابیز یا رابیس (ارمنی: Ռաբիս یا Ռաբիզ) سبکی جوان‌گرا در موسیقی عامه‌پسندِ ارمنی است که دارای عناصری چون موسیقی فولک ارمنی است. خوانندگان موسیقی رابیز با چند استثنا تماماً مرد هستند. رابیز نوعی رقص با ضرب آهنگ‌های مهیج است که به موضوعاتی چون عشق، مهمانی، خانواده و سرزمین ارمنی می‌پردازد. در حال حاضر آهنگ‌های رابیز شاهد تنظیم‌های جدیدی با سازهای بیشتر و عناصری چون موسیقی رقص الکترونیک بوده‌است.

## شرح نظری
اصطلاح رابیز بر طبق منابع بسیاری از واژهٔ روسی رابوچس ایسکوستوو (raboche'e iskustvo) به معنی «هنرکار» یا «هنر کارگری» است که در شوروی سابق مورد استفاده قرار می‌گرفته‌است، با این حال برخی معتقدند که این کلمه ریشه در زبان‌های ترکی و عربی دارد. کلمهٔ (rab) یا رب، به معنی خالق و خدا است در حالی که نام عربی (aziz) در میان ارمنی‌ها به عنوان «عزیز» و گرامی مورد استفاده قرار می‌گیرد و به معنای «سازندگان عزیز» معنا می‌دهد و شاید یکی از ریشه‌های اصطلاح رابیز باشد.
رابیز اگر چه در میان گروه بزرگی از خوانندگان و شنوندگانِ موسیقی به «سبک رابیز» اشاره دارد، اما این کلمه به‌طور گسترده‌ای و به‌طور خاص، به نوعی از مد و شیوهٔ زندگی می‌پردازد و زبان ارمنی تحت تأثیر فرهنگ رابیز قرار دارد.
منتقدان بسیاری معتقدند که موسیقی رابیز شباهت زیادی به موسیقی خاورمیانه (arabesque) دارد. موسیقی رابیز در میان جوانان ارمنستان و جماعت ارمنیان پراکنده گسترش یافته‌است و از هنرمندان این سبک می‌توان به آرام آسادریان اشاره کرد.